# بیلس ۳۳۱۴
سیارک ۳۳۱۴ (به انگلیسی: 3314 Beals، نامگذاری:1981FH) سه هزار و سیصد و چهاردهمین سیارک کشف شده‌است که در ۳۰ مارس ۱۹۸۱ کشف شد.
قدر مطلق سیارک برابر ۱۳٫۱۰ است.